# مانجهو
مانجهو (به انگلیسی: Manjhu) یک منطقهٔ مسکونی در پاکستان است که در جامشورو واقع شده‌است. مانجهو ۰٫۹۸ کیلومتر مربع مساحت و ۴۵۰ نفر جمعیت دارد و ۲۷٫۷۴ متر بالاتر از سطح دریا واقع شده‌است.